# 질 아일랜드
질 아일랜드(Jill Ireland, 1936년 4월 24일 ~ 1990년 5월 18일)는 잉글랜드의 배우이다.

## 출연 작품
- 정오에서 3시까지
- 빌라 라이즈 - 레스토랑의 소녀 역
- 생존의 이유 (원작자)